# Frank Beck
Frank Beck (ur. 26 czerwca 1961 w Tauberbischofsheim) – niemiecki florecista reprezentujący RFN, srebrny medalista olimpijski i dwukrotny medalista mistrzostw świata.
Na igrzyskach olimpijskich w Los Angeles w 1984 roku reprezentacja RFN w składzie: Harald Hein, Matthias Behr, Mathias Gey, Klaus Reichert i Frank Beck zdobyła srebrny medal w turnieju drużynowym. Był to jego jedyny start olimpijski.
Podczas mistrzostw świata w Clermont-Ferrand w 1981 roku wspólnie z Matthiasem Behrem, Haraldem Heinem, i Mathiasem Geyem zdobył brązowy medal w zawodach drużynowych. W tej samej konkurencji Harald Hein, Matthias Behr, Klaus Reichert, Frank Beck i Mathias Gey zwyciężyli na mistrzostwach świata w Wiedniu dwa lata później.